# Шефкет Маглајлић
Шефкет Маглајлић (Бања Лука, 21. април 1912 — Београд, 29. јун 1983) био је учесник Народноослободилачке борбе, друштвено-политички радник СФРЈ и СР Босне и Херцеговине, јунак социјалистичког рада и народни херој Југославије.

## Биографија
Рођен је 21. априла 1912. у Бањој Луци. После завршене основне школе, у бањалучкој Фабрици дувана, 1930. године, је завршио машинбраварски занат. Као радник у Фабрици дувана укључио се у раднички покрет и деловао у синдикалним организацијама, радничким друштвима и културно-уметничком друштву „Пелагић“.
Јуна 1931. постао је члан Савеза комунистичке омладине Југославије (СКОЈ), а годину дана касније и члан Комунистичке партије Југославије. Априла 1934. године формирао је прву ћелију КПЈ у Фабрици дувана, и био њен први секретар. Истовремено, као члан Месног комитета КПЈ, радио је на формирању других партијских ћелија у граду.
После одслужења војног рока, маја 1937. године, радио је на обнављању партијских организација у Бањој Луци и Месног комитета, које је у том периоду деловало и као обласно руководство КПЈ за Босанску крајину.
После догађаја од 27. марта 1941. радио је на формирању Одбора за одбрану земље, а после Априлског рата и окупације Краљевине Југославије, на припремама за оружани устанак. Првог дана после напада Трећег рајха на Совјетски Савез, 22. јуна, Шефкет је ухапшен с групом комуниста, али, на масовно тражење грађана Бање Луке, после неколико дана, сви су пуштени из затвора.
Тада је прешао у илегалу и радио на сектору Бање Луке. Формирао је Месни комитет КПЈ за деловање у новим условима, радио на формирању Бањалучког партизанског одреда и био његов први политички комесар. У септембру 1941. године, с групом партијских активиста радио је на сектору Јајца, Мркоњић-Града и Рибника, на учвршћивању и повезивању партизанских одреда, а у октобру је радио на реорганизацији устаничких снага у велике партизанске формације у разним деловима Босанске крајине, као и на стварању партијских организација и руководстава на терену.
После формирања Окружног комитета КПЈ за Подгрмеч, постао је његов секретар. Ту је развио активност на постављању војних и политичких основа Народноослободилачког покрета: на стварању и развијању организација КПЈ и СКОЈ-а, на формирању првих Народноослободилачких одбора, омладинских и женских организација антифашистичког фронта. Посебно је допринео развијању братства и јединста српског, муслиманског и хрватског народа у овом делу Босанске крајине.
За члана Обласног комитета КПЈ за Босанску крајину изабран је на састанку руководећег партијског кадра ове области, новембра 1942. године. Убрзо је, с групом партијских активиста, кренуо с јединицама НОВЈ за централну Босну, да тамо ради на обнављању жаришта Народноослободилачког покрета. Затим је по директиви Партије, учествовао, у другој половини 1943. године, у стварању првог Обласног Народноослободилачког одбора за Босанску крајину, преузевши дужност његовог секретара. Учествовао је као већник на сва три заседања Земаљског антифашистичког већа народног ослобођења Босне и Херцеговине (ЗАВНОБиХ), као и на заседањима Антифашистичког већа народног ослобођења Југославије (АВНОЈ).
После ослобођења Југославије, вршио је разне одговорне партијско-државне функције. Био је секретар, а потом и председник Главног одбора Савеза синдиката БиХ, потпредседник Народне скупштине НР БиХ и члан Покрајинског комитета КПЈ за БиХ, односно Извршног комитета Централног комитета Савеза комуниста Босне и Херцеговине. На Петом конгресу КПЈ, одржаном јула 1948. године, изабран је за члана Централног комитета КПЈ. Био је и републички и савезни народни посланик, министар у Влади НР БиХ и потпредседник Извршног већа Народне скупштине СР БиХ. Јуна 1963. године изабран је за члана Уставног суда Југославије. Од 1971. био је члан Савета Федерације.
Умро је 29. јуна 1983. у Београду и сахрањен је у Алеји народних хероја на Новом гробљу.
Носилац је Партизанске споменице 1941. као и други југословенских одликовања, међу којима Ордена заслуга за народ, Ордена братства и јединства и Ордена народног хероја, којим је одликован 27. новембра 1953. године.

## Галерија
- Споменик-биста у Бања Луци
- Фотоапарат Шефкета Маглајлића у Музеју Републике Српске
- Орден народног хероја